# 815 كوبيليا
كوبيليا 815 هو كوكب صغير تم اكتشافه من قبل عالم الفلك ماكس ولف من مرصد هايدلبرغ وكان ذلك في 2 فبراير من عام 1916 في ألمانيا ويقع في حزام الكويكبات.